# Абаканская епархия
Абака́нская епа́рхия (хак. Ағбандағы епархия) — епархия Русской православной церкви, объединяющая приходы в границах Хакасии.
Правящий архиерей: Ионафан (Цветков), с 29 декабря 1999 года епископ, с 1 февраля 2010 года архиепископ.
Кафедральный собор: Спасо-Преображенский в Абакане.

## История
Абаканская и Кызыльская епархия впервые учреждена Священным синодом РПЦ 18 июля 1995 года путём выделения православных приходов Хакасии и Тувы из Новосибирской и Красноярской епархий.
На момент учреждения в Хакасии было восемь приходов и только две церкви, по одной в Абакане и Кызыле. К началу 2000 года в епархии было 23 церкви (11 городских и 12 сельских), 26 приходов, 26 священников и 5 диаконов. На 2006 год — 38 приходов, 49 священнослужителей. На 2009 год — 42 храма и 4 часовни, 58 священнослужителей. На 2011 года в епархии был 51 приход, 46 штатных клириков (39 священников и 7 диаконов), 43 храма и 4 часовни. В 2013 году в епархии насчитывалось 80 приходов, 61 храм и четыре часовни. Из них четыре храма на территории исправительных колоний, четыре храма при учреждениях, четыре храма домовые. Большинство приходов были открыты недавно. Послушания несут 46 клириков (36 священников, 10 диаконов), 6 монашествующих клириков.
5 октября 2011 года из состава Абаканской и Кызыльской епархии была выделена самостоятельная Кызыльская епархия в пределах Тувы, в связи с чем название епархии было изменено на Абаканскую.
Издаются епархиальные газеты «Доброе сокровище», «Сын Сабланыстыf киртінiс» («Православная вера» на хакасском языке), «Лампадка» (детская), «Лествица» (молодёжная), «Преображенский листок».

## Правящие архиереи
- Викентий (Морарь) (17 июля 1995 года — 19 июля 1999 года)[1];
- Антоний (Черемисов) (19 июля — 29 декабря 1999 года) временно управляющий, архиепископ Красноярский;
- Ионафан (Цветков) (c 29 декабря 1999 года)[1];

## Благочиния
- Градо-Абаканское благочиние (город Абакан),
- Черногорское благочиние (город Черногорск)
- Северное благочиние (село Шира),
- Саяногорское благочиние (город Саяногорск),
- Юго-Западное благочиние (город Абаза).